# Ламбль, Вилем Душан
Вилем Душан (Душан Фёдорович) Лямбль (чеш. Vilém Dušan Lambl; 5 декабря 1824, Летины, близ Пльзеня — 12 [24] февраля 1895, Варшава) — российский патологоанатом чешского происхождения. Брат Яна и Карела Ламблей. Тайный советник.

## Биография
Родился 5 декабря 1824 года в Летинах в семье Франтишека Лямбла — управляющего имуществом графа Бедржиха Карла Йозефа Шенборна. У Вилема было десять братьев и сестер.
Учился в гимназии в Пльзене. Как и его двое братьев Иоганн и Карл он избрал врачебную профессию и в 1849 году окончил медицинский факультет Пражского университета, где патологическую анатомию изучал у профессора Яна Длауги, бывшего ассистента Карла Рокитанского.
Под влиянием гуманитарных интересов — прежде всего, к славянским языкам и культурам — в период с 1848 по 1854 год путешествовал по Балканам, периодически публикуя корреспонденции в пражских журналах.
Первая научная работа Лямбля по патологической анатомии «Ein neues querverengtes Becken» была опубликована в 1853 году.
Владея в совершенстве немецким, чешским, хорватским, французским, итальянским, английским и русским языками, Лямбль мечтал о путешествии, во время которого можно было бы собрать в одно целое редкие материалы по патологической анатомии, разбросанные по разным европейским музеям. Такое путешествие по Европе он совершил в 1856 году. Объехав Германию, Голландию, Бельгию, Англию, Францию, Италию и Австрию, и занимаясь исследованиями в госпиталях и музеях 26 городов, Лямбль в конце концов издал свою книгу «Reisebericht», в которую поместил массу важнейших и интересных патологоанатомических наблюдений.
С 1856 года был приват-доцентом по кафедре патологической анатомии Пражского университета. Одновременно, работал в детской больнице имени Франца Иосифа — под началом Йозефа фон Лёшнера, в соавторстве с которым опубликовал «Наблюдения и исследования в области патологической анатомии и гистологии» (нем. Beobachtungen und Studien aus dem Gebiete der pathologischen Anatomie und Histologie; 1860).
Профессорская должность ему была предложена в России: 6 сентября 1860 года он был избран на должность экстраординарного профессора по кафедре физиологической анатомии в Харьковском университете. В Харьков он приехал только 12 января 1861 года. Лямбль принял русское подданство, читал лекции на русском языке. В 1867 году перешёл на вновь созданную кафедру патологической анатомии. В течение 1861—1865 годов был напечатан первый в Российской империи учебник по патологической анатомии (Харьков: Лит. И. Попова).
В 1863 году путешествовал по Кавказу с целью изучения местных минеральных источников. В 1871 году был удостоен русской степени доктора медицины Honoris causa, а 27 октября того же года стал профессором терапевтической клиники Варшавского университета, где оставался до самой смерти.
В Харькове женился на Евгении Эдельберг, с которой имел двух дочерей — Ольгу и, рано умершую, Наталью.
Имя Ламбля, прежде всего, связывается с впервые описанными им в 1859 году возбудителями лямблиоза, которых он назвал Cercomonas intestinalis, — в дальнейшем Чарльз Уорделл Стайлз переименовал это простейшее в Giardia lamblia в честь Ламбля и Альфреда Жиара, по-русски оно чаще называется лямблией. Кроме того, именем Ламбля названы «лямблевские ворсинки» — симптом поздней фазы абактериальных форм эндокардита, описанный Ламблем в статье «Papillare Exkreszenzen an der Semilunar-klappe der Aorta» (1856).
За монографию «Самовывих позвоночника» в 1893 году был награжден премией имени П. А. Загорского.
С 1861 года был действительным членом Харьковского медицинского общества; возглавлял общество в 1861—1863 и 1867—1868 годах.
Был произведён в действительные статские советники 21 декабря 1874 года, в тайные советники —  1 января 1889 года.
Умер в Варшаве 12 (24) февраля 1895 года.